# Jean Rosmer
 (octobre 2017).
Si vous disposez d'ouvrages ou d'articles de référence ou si vous connaissez des sites web de qualité traitant du thème abordé ici, merci de compléter l'article en donnant les références utiles à sa vérifiabilité et en les liant à la section « Notes et références ».
Pour les articles homonymes, voir Rosmer, Ichard et Brahm.
Jean Rosmer est le nom de plume de Jeanne Louise Marie Ichard (Toulouse, 7 février 1876 - Paris, 24 mars 1951), écrivaine de langue française qui connut un grand succès dans la littérature sentimentale.
Elle a également écrit plusieurs ouvrages en collaboration avec Valentine Benoît d'Entrevaux et publié sous d'autres noms : Marcel d'Entraygues, Jan Rosmer, Jane Alcanter de Brahm.
Elle épousa en  1902 Marcel Bernhardt dit Alcanter de Brahm.